# Bryoptera ecuadorata
Bryoptera ecuadorata är en fjärilsart som beskrevs av Paul Dognin 1895. Bryoptera ecuadorata ingår i släktet Bryoptera och familjen mätare. Inga underarter finns listade i Catalogue of Life.